# Всемирные игры Международной спортивной федерации колясочников и ампутантов
Всемирные игры Международной спортивной федерации колясочников и ампутантов — мультиспортивные международные соревнования, организуемые Международной спортивной федерацией колясочников и ампутантов (IWAS) по нечётным годам. Спортивные соревнования среди людей с ограниченными возможностями проводятся в соответствии с девизом IWAS «Единство, Дружба и Спортивное мастерство» и демонстрируют ценности, которые исповедует IWAS. Игры также стремятся предоставлять возможности для участников совершенствоваться в выбранном виде спорта в рамках Паралимпийского движения.

## История
В 1948 году врач английского Сток-Мандевильского реабилитационного госпиталя Людвиг Гуттман организовал спортивные соревнования для ветеранов военных действий, получивших травму позвоночника. Они получили название Сток-Мандевильских игр и проводились ежегодно (с 1952 года игры стали международными). Впоследствии IX Международные Сток-Мандевильские игры приобрели статус первых Паралимпийских игр (нумерация Паралимпийских игр принята «задним числом» в 1988 году). Международные Сток-Мандевильские игры, проводившиеся в «олимпийские» годы, имели больший масштаб, а в 1976 году они сменили своё название на «Олимпиада инвалидов», с 1988 года — Паралимпийские игры.
При этом Международные Сток-Мандевильские игры продолжали проводиться ежегодно, за исключением «олимпийских» годов, и нескольких случаев, когда игры отменялись из-за недостатка финансирования. С 1997 года они назывались «Игры для людей на колясках», а с 2009 года приобрели своё нынешнее название.

## Организация игр
Всемирные игры Международной спортивной федерации людей на колясках и с ампутацией проводятся по летним видам спорта, перечень которых не является жёстким и зависит от возможностей принимающей стороны. Количество участников составляет от 200 до 600 человек.
Очередные игры прошли с 26 сентября по 3 октября 2015 года в Сочи, в 2017 — в Португалии, в 2019 году — в ОАЭ.